# Thomas Klock
Thomas Klock (* 28. Jänner 1962 in Graz) ist ein österreichischer Unternehmensberater und Managementtrainer, Coach, Psychologischer Berater, Kommunikationstrainer und Sprecher. Davor war er Privatradio-Pionier, Medienberater und Führungskraft in Medienunternehmen und -projekten im deutschsprachigen Raum sowie von 1981 bis 1991 einer der bekanntesten österreichischen Radiomoderatoren.

## Leben
Thomas Klock besuchte das Bundesrealgymnasium Keplerstraße und die Höhere Technische Bundeslehranstalt für elektrische Nachrichtentechnik und Elektronik in Graz, wo er 1981 maturierte. Die Standesbezeichnung „Ingenieur“ für Nachrichtentechnik und Elektronik bekam er 1988 verliehen.
Gleich nach dem Schulabschluss übersiedelte er nach Wien, um bei Ö3 zunächst als Moderator, später auch als Redakteur und Gestalter von Unterhaltungs-, Musik- und Magazinsendungen bei Ö3 und in weiteren Hörfunksendern des ORF zu arbeiten. Im Mai 1983 und mit erst 21 Jahren übernahm er die Moderation des Ö3-Weckers, Österreichs erfolgreichster Radiosendung. 1986 wurde er in einer Stammhörerbefragung zum beliebtesten männlichen Ö3-Moderator gewählt. 1987 war er Co-Entwickler und Moderator der Musik-Talk-Show „Sapperlot“ im ORF-Fernsehen und 1988 übernahm er die Präsentation der ORF-TV-Hauptabendshow „Die Große Chance“ von Peter Rapp.
1989 verließ er unter großer Aufmerksamkeit der medialen Öffentlichkeit den ORF und gründete das Privatradio-Projekt „Antenne Austria“. Österreich war zu diesem Zeitpunkt eines der letzten Länder Europas, das noch ein Rundfunk-Monopol besaß, weshalb dieses Projekt den Zusammenschluss aller aus dem Ausland gezielt nach Österreich einstrahlenden Privatradios beabsichtigte. Klock war Gesellschafter, Programmdirektor und im Vorstand der dafür gegründeten Medien AG mit Sitz in Wien und Budapest, die auch als Eigentümer und Betreibergesellschaft der aus Ungarn einstrahlenden „Antenne Austria Ost“, dem laut Eigenaussage „ersten journalistischen Privatradios Österreichs“, fungierte. 1990 verließ Klock das Projekt und gründete die Beratungs- und Produktionsfirma „RadioVision“, mit der er für den ORF von 1990 bis 1991 die tägliche Ö3-Sendung „Today“ produzierte und sie auch überwiegend moderierte.
Ab 1991 arbeitete Klock als Medienberater für den Verband österreichischer Zeitungen und unterstützte deren Mitglieder bei ihren Rundfunk-Ambitionen, da – nicht zuletzt durch die Aktivitäten der „Antenne Austria“ – die Politik die Abschaffung des Monopols beabsichtigte. Unter anderen war er dabei Aufbau-Berater des bis heute erfolgreichsten österreichischen Privatradios „Antenne Steiermark“ und danach von „Radio Eins“ in Wien, das später größter Teil des ersten bundesweiten Privatradios „kronehit“ wurde. Von 1996 bis 1998 war er Programmdirektor von Radio Steiermark in Graz und verantwortlich für die umfassende Reorganisation des ORF-Landesstudios Steiermark.
1991 bis 1992 war er Berater der Bundesministerin für Umwelt, Jugend und Familie Ruth Feldgrill-Zankel.
Seit 1999 verlagerte er den Schwerpunkt seiner Arbeit von der Medienberatung in die Managementberatung aller Branchen und arbeitet seither als Trainer, Coach und Berater in den Bereichen Kommunikation, Motivation, Führung und psychosozialer Kompetenzen für zahlreiche Unternehmen im deutschsprachigen Raum und in eigener Praxis in Wien. Er ist zudem Vortragender an mehreren österreichischen Universitäten.
2017 schloss er das Studium der „Hypnosystemischen Beratung und Interventionen“ an der Sigmund Freud Privatuniversität Wien mit der Graduierung zum Master of Science ab. Im Jahr davor veröffentlichte er eine Studie über die Verbreitung von Redeangst unter österreichischen Führungskräften in der Wirtschaft.
Klock ist bis heute in Dokumentations- und Kinofilmen als Off- und Synchronsprecher und bei Lesungen zu hören. In den 1980er-Jahren war er Präsentator in mehreren personengebundenen Hörfunk-Werbekampagnen. 2017 war er Gastmoderator bei der einwöchigen Sondersendung „50 Jahre Ö3“.
Thomas Klock lebt in der Nähe von Wien und hat eine Tochter und einen Sohn.

## Publikationen
- Fit für alle Sprechsituationen. Be Prepared! Die perfekte mentale, formale und inhaltliche Vorbereitung im Business. Leykam, Graz 2018, ISBN 978-3-7011-8086-8.

## Diskografie
- Thomas Klock, Gandalf: Der Prophet von Kahlil Gibran. Preiser Records, Wien 2005, PR90684, ISBN 3-7085-0127-6.